# Condensateur de découplage
 (mars 2018).
Si vous disposez d'ouvrages ou d'articles de référence ou si vous connaissez des sites web de qualité traitant du thème abordé ici, merci de compléter l'article en donnant les références utiles à sa vérifiabilité et en les liant à la section « Notes et références ».
Un condensateur de découplage est un condensateur destiné à réduire le couplage entre signal et alimentation. Le condensateur relie le canal d'alimentation à la masse pour abaisser son impédance dans la bande passante du signal.
On n'a pas besoin d'une grande précision sur la valeur du composant. Celle-ci dépend de l'intensité qui traverse le canal et de la fréquence du signal.

## Fonctionnement

LM7805 5V, un régulateur linéaire avec deux condensateurs de découplage.

Le module de l'impédance d'un condensateur de capacité {\displaystyle C} est de la forme {\displaystyle {1 \over C\omega }\,} (avec {\displaystyle \omega =2\pi f}). Donc, plus la fréquence est élevée et plus son impédance est faible (fonction inverse), ce qui permet de limiter l'amplitude des perturbations, d'autant plus que leur fréquence est élevée.

## Principe de Fonctionnement

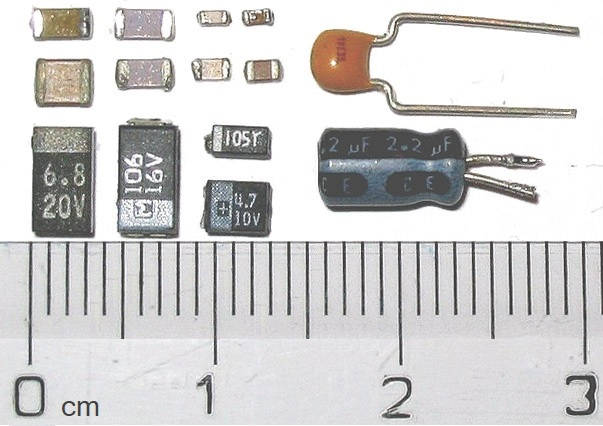
Différents condensateurs : composant monté en surface en céramique (en haut à g.) et au tantale (en bas à g.) ; composant discret au tantale (en haut à d.) et électrolytique (en bas à d.)

Sans ce découplage, les pointes de courant demandées provoquent des chutes de tension très brèves, qui gênent le fonctionnement sain des composants.
L'énergie emmagasinée localement dans les condensateurs de découplage suffit à "boucher les trous".
Généralement, ce type de condensateur n'est pas seul. Ils sont au moins deux, voire trois.
1. un électrolytique pour des pointes à faible fréquence (ex. : 10 µF)
2. un "film" pour des fréquences moyennes (ex. : 0,1 µF)
3. un céramique pour les hautes fréquences (ex. : 100 pF)

Les valeurs ne sont pas critiques. La qualité doit être bonne, et surtout, les connexions hyper courtes[C'est-à-dire ?].

## Exemples d'utilisation

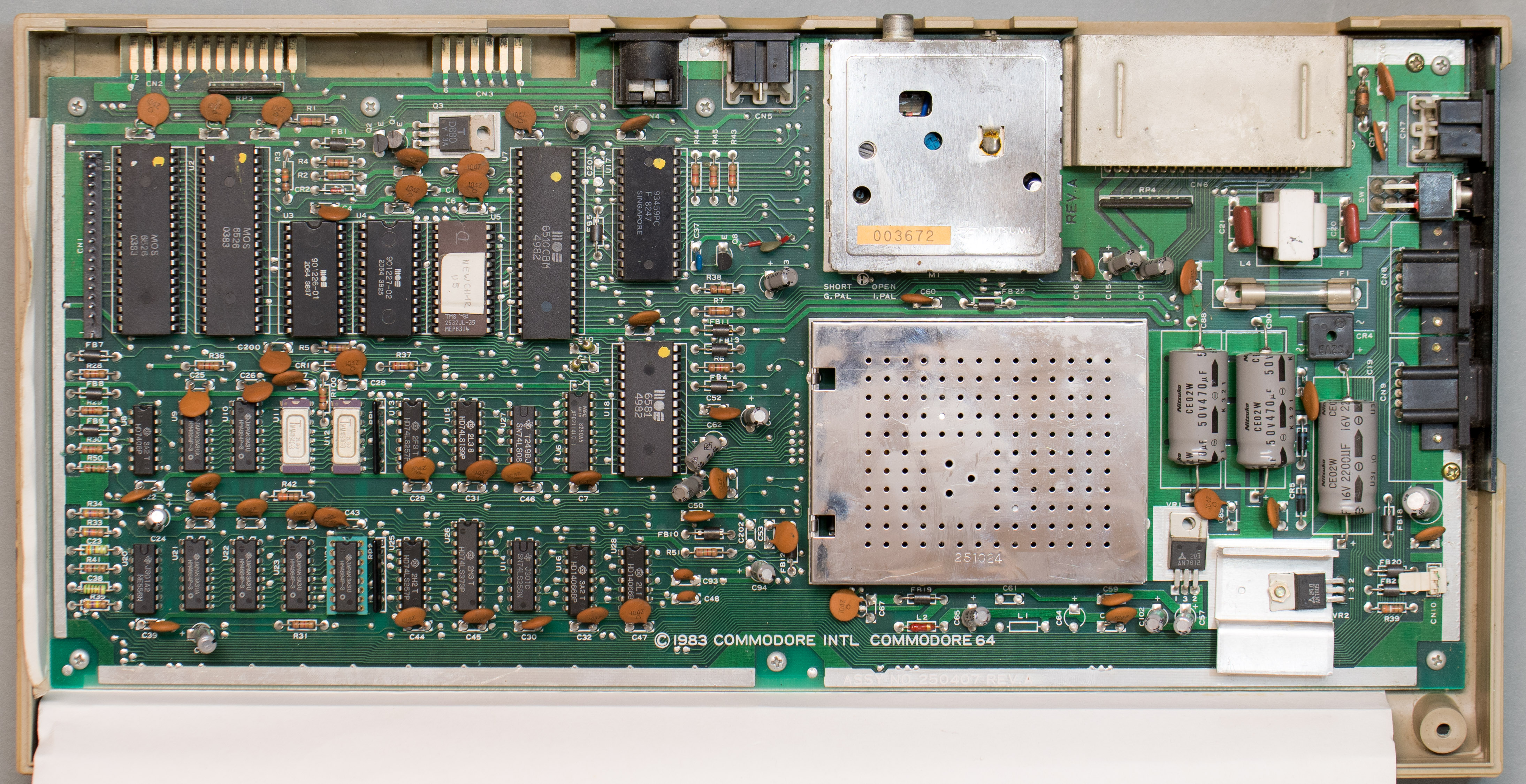
Carte mère Commodore 64 (années 1980). La plupart des petits composants orange sont des condensateurs de découplage.
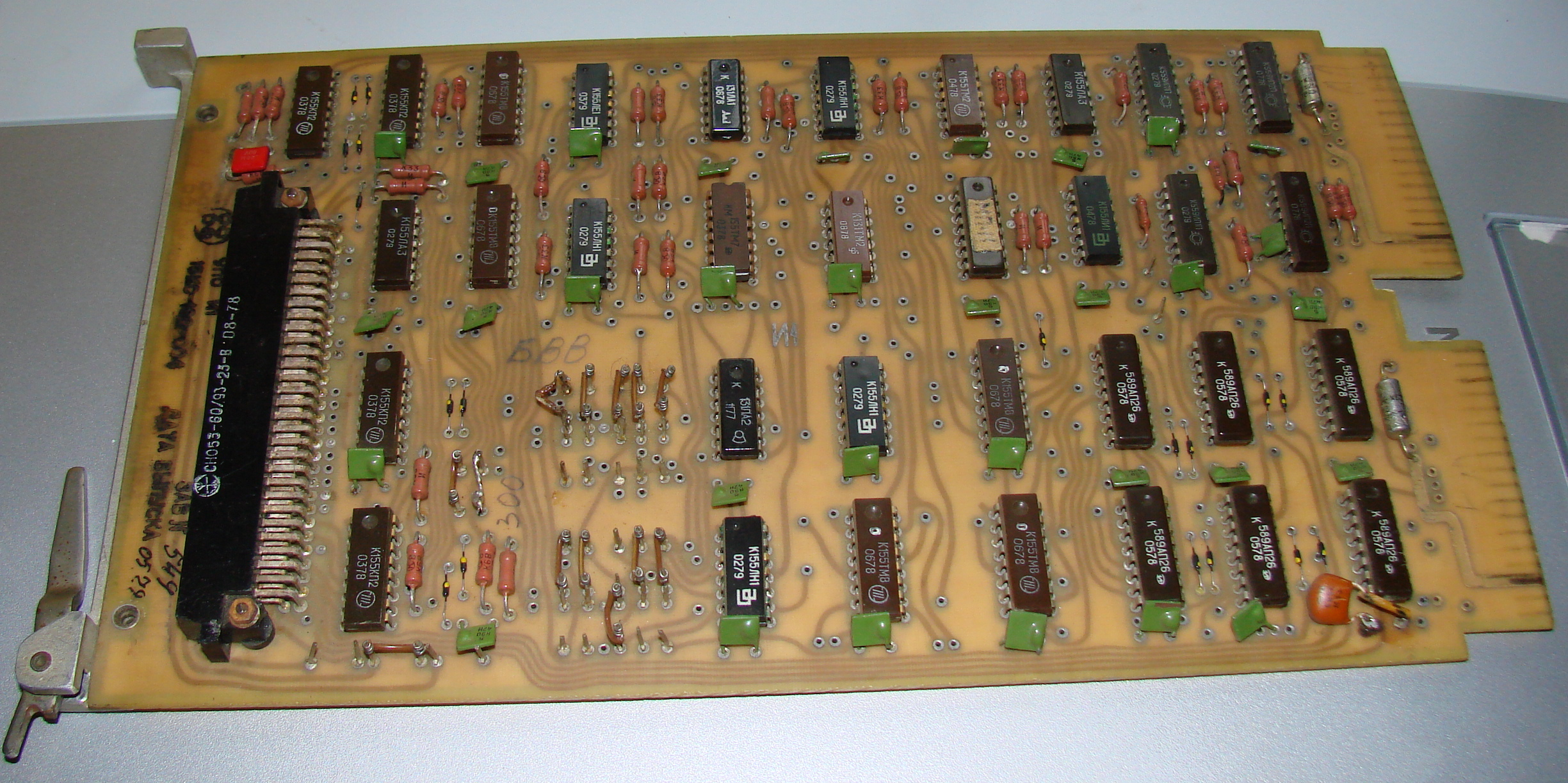
I1 carte de transmission parallèle pour Electronika 60 (années 1970). Les petits composants verts sont des condensateurs de découplage.